# Łowiec krasnodzioby
Łowiec krasnodzioby (Halcyon smyrnensis) – gatunek ptaka z rodziny zimorodkowatych (Alcedinidae), szeroko rozpowszechniony od wschodniej Turcji i Bliskiego Wschodu poprzez subkontynent indyjski po południowo-wschodnie Chiny i Azję Południowo-Wschodnią. Można go spotkać nawet w dużym oddaleniu od wody, gdzie żywi się małymi gryzoniami i gadami. Nie jest zagrożony.

## Systematyka
Obecnie zwykle wyróżnia się pięć podgatunków H. smyrnensis:
- H. s. smyrnensis (Linnaeus, 1758) – południowa Turcja do północno-wschodniego Egiptu, Irak do północno-zachodnich Indii.
- H. s. fusca (Boddaert, 1783) – zachodnie Indie i Sri Lanka.
- H. s. perpulchra Madarász, 1904 – Bhutan, wschodnie Indie, Indochiny, Półwysep Malajski, zachodnia Jawa.
- H. s. saturatior Hume, 1874 – Andamany.
- H. s. fokiensis Laubmann & Götz, 1926 – południowe i południowo-wschodnie Chiny, Tajwan i Hajnan.

Podgatunek fokiensis bywa przez część autorów uznawany za synonim fusca. Za podgatunek łowca krasnodziobego uznawany był też łowiec białobrody (H. gularis) z Filipin; jest on obecnie zwykle traktowany jako odrębny gatunek, choć Międzynarodowy Komitet Ornitologiczny (IOC) zmiany tej jeszcze nie zaakceptował. Wcześniej łowiec krasnodzioby bywał także czasem łączony w jeden gatunek z łowcem brązowoszyim (H. cyanoventris).

## Morfologia
Rozmiary
Długość ciała: 19,4–21,0 cm; rozpiętość skrzydła: 11,3–12,9 cm. Masa ciała: 65,5–81 g.
Wygląd
Duży zimorodek (wielkości drozda). Duży czerwony dziób, brązowa głowa, boki i pokrywy skrzydłowe, grzbiet i ogon niebieski, pierś i gardło białe. W locie z wierzchu widoczne lusterka na skrzydle, od wierzchu jasnoniebieskie, od spodu białe.
Poszczególne podgatunki różnią się wielkością i ubarwieniem.
Głos
Najczęściej wydawany głos przypomina głos dzięcioła zielonego.

## Status
Międzynarodowa Unia Ochrony Przyrody (IUCN) uznaje łowca krasnodziobego za gatunek najmniejszej troski (LC – Least Concern). Liczebność światowej populacji nie została oszacowana, ale jej trend uznawany jest za wzrostowy.